# Alexandru Papană
Alexandru "Alex" Papană (n. 18 octombrie 1906, București, România – d. 17 aprilie 1946, Las Vegas, Nevada, SUA) a fost un aviator și bober româno-american, care a concurat în competițiile de bob din anii '30-'40 ai secolului al XX-lea.

## Cariera sportivă
Alexandru Papană a fost fiul generalului de artilerie Ion Papană (care a îndeplinit funcțiile de director al Armamentului În Ministerul de Război și comandant al diviziei a 14-a din Bălți). În tinerețe, Papană a jucat fotbal pe postul de portar la clubul Colțea București.
Împreună cu un coleg aviator, căpitanul Dumitru Hubert (1899-1934), a făcut parte din echipa României de bob. La Jocurile Olimpice de la Lake Placid (1932), Papană s-a clasat pe locul 4 în proba de bob - 2 (împreună cu Hubert) și pe locul 6 în proba de bob - 4 (cu Hubert, Alexandru Ionescu și Ulise Petrescu). 
În 1933, la Campionatele Mondiale de la Schreiberhau (Germania), Papană și Hubert au câștigat medalia de aur la bob-2, câștigând primul din cele doar două titluri mondiale românești la acest sport. În anul următor, același cuplu sportiv s-a clasat pe locul al treilea la Campionatele Mondiale de la Engelberg, în timp ce echipa formată din Alexandru Frim și Vasile Dumitrescu a obținut medalia de aur. 
După moartea bruscă a lui Dumitru Hubert la 27 august 1934, într-un accident aviatic care a avut loc la Brașov, Papană l-a luat ca partener la bob pe locotenentul aviator Gheorghe Ostapov care, după un an, a murit și el în urma ciocnirii în aer cu adjutantul aviator Vasile Nagacinscki. Papană s-a retras apoi din activitatea de bober.

## Cariera de aviator
În 1925, după finalizarea studiilor liceale, s-a înscris la Școala pregătitoare de ofițeri de aviație de la Cotroceni. Papană a obținut brevetul de ofițer-aviator cu nr.703 la 17 august 1928, cu gradul de sublocotenent. În anul 1931, el a stabilit primele recorduri de altitudine de zbor. În 1933, este angajat pe postul de pilot de încercare la I.A.R. Brașov.
La Jocurile Olimpice de la Berlin (1936), el a concurat la proba de acrobație aeriană, terminând cursa pe locul 12 și fiind unicul reprezentant al României. Această participare i-a adus invitația de a participa la competiția de acrobație aeriană de la Los Angeles.
Papană a acceptat oferta și în august 1936, împreună cu avionul său, un Bücker Bü 133B Jungermeister (una dintre singurele două versiuni produse vreodată ale acestui tip de avion) cu numărul de înregistrare YR-PAX, au zburat de la Frankfurt către New York la bordul unui dirijabil LZ 129 Hindenburg . El a zburat acolo de-a lungul Statelor Unite ale Americii de la New York la Los Angeles, câștigând cursa aviatică între cele două orașe. În Los Angeles, el a câștigat întrecerea aviatică națională care era organizată acolo. În luna decembrie a aceluiași an, Papană a terminat cu Jungermeisterul său pe locul II în întrecerea aviatică de la Miami la Havana.
La un miting aviatic de la Cleveland, Ohio din anul următor, Papană a concurat contra contelui Hagenburg care s-a terminat cu zdrobirea avionului contelui. Papană i-a oferit lui Hagenburg avionul său, dar contele a refuzat. 
Avionul lui Papană a fost avariat pe pista aeroportului din Chicago, Illinois în 1940. Aeroplanul a fost vândut de două ori înainte de a fi donat către Institutul Smithsonian în 1973. Avionul său se află în prezent la Centrul Steven F. Udvar-Hazy din Chantilly, Virginia.
Papană a fost ulterior pilot de încercare pentru Northrop, multe dintre zborurile sale fiind documentate în revista Flying. El a fost implicat în testarea avioanelor P-61 Black Widow care au fost folosite de către US Air Force în cel de-al doilea război mondial.

## Viața privată
Papană s-a născut la București. El a fost căsătorit de două ori. Prima soție, Dina, a murit la nașterea fetiței lor, la 5 septembrie 1938. El s-a recăsătorit cu Jean Hacker la 30 aprilie 1945 în Beverly Hills, California, dar mariajul său nu a mers bine. 
Papană s-a sinucis prin otrăvire. La 17 aprilie 1946, i s-a găsit mașina abandonată la 17 mile (27 km) sud de Las Vegas, Nevada. Autoritățile i-au descoperit corpul șase zile mai târziu, având asupra sa un bilet de sinucidere în care ruga să fie incinerat, iar cenușa să i se arunce dintr-un avion.

## Citate
„E sigur că propagandistul cel mai mare pe care-l avem în momentul de față e locotenentul Papană. Acest îndrăzneț ostaș nu scrie cărți și nu ține discursuri, nu se prezintă în adunări internaționale... Dar el e stăpânul indiscutabil, cu neputință de a fi bătut, al mașinei cu care zboară." ”—Nicolae Iorga